# 若林直美
若林 直美（わかばやし なおみ、1975年11月2日 - ）は、日本の声優、舞台女優。鳥取県出身。広島県育ち。フォレストリンク所属。

## 略歴
鳥取県出身だが、育ちは広島県。
勝田声優学院卒業生。日本ナレーション演技研究所、ヴォアレーヴ出身。
2008年3月31日までアイムエンタープライズに所属。フリーで活動していたが、2009年9月から2012年12月31日までトリアスと業務提携していた。2013年1月1日から2018年8月31日まで同人舎（現：アル・シェア）に所属していた。2018年9月1日よりフォレストリンク（現：クロコデイル フォレストリンク事業部）所属。

## 人物
声優活動だけでなく、舞台活動もよく行っている。声優としては主に女性役をこなす傍ら、時には低音で少年役（はじめの一歩「伊達の息子」など）、高音で動物役（ぷよぷよフィーバー「どんぐりガエル」など）と声域と演技の広さを如何なく発揮している。栄養士の資格を保有している。蕎麦アレルギーを持っている。その他の資格は小笠原流準教授資格。
2008年11月2日、挙式を行なったことと、2007年に入籍していたことを自身のブログ上で公表。テーブルトークRPGを趣味としており、仕事が忙しくなってからも『ソード・ワールド』などのリプレイを読んでいた。このことが『ダブルクロス・リプレイ・デザイア』への声の出演につながったという。その他の趣味は読書、海外ドラマ鑑賞。特技はダーツ、剣道。持っているミシンはJUKIのHZL-7700。
2014年9月23日に、自身のブログで妊娠5ヶ月であることを発表した。2015年2月15日に女児の出産を報告。

### 『THE IDOLM@STER』との関わり
- アイドル役の担当声優の中では最年長である[17]。
- 『THE IDOLM@STER』の秋月律子に初めて出会った時は当初は委員長気質で裏方志望という設定だったこともあり、若林も「いつかは自分もプロデューサーになるんだ！」とプロデューサーを見習おうと思っていた[18]。律子はツンデレで委員長気質というキャラクターだったが、若林もけっこう気が強くチャキチャキものを言うため、「気質や声質のシンクロ率は高かったのかな」と語る[18]。
- 自身が声をあてているゲーム『アイドルマスターシリーズ』に対する思い入れがあり、元々はコンタクトレンズを愛用していたが、自身の演じる「秋月律子」が眼鏡をかけていることから、自らも眼鏡を愛用するようになったり、「1st Anniversary Live」等『アイマス』系のライブでは、髪型[注 1]も含め秋月律子を演じきっている。
- ナムコプラボ宇都宮店[注 2]のことをPlayersの日記で（秋月律子の「月」と宇都宮の「都」から取って）月都と命名し、プラボ宇都宮の登録店舗が月都に変更されている。また各地の『THE IDOLM@STER』設置店舗で遊んだ際にPlayersの日記にそのことが書かれていることがある。また、『THE IDOLM@STER』と同じくバンダイナムコから発売されているゲーム『エースコンバット6 解放への戦火』に登場する特殊カラーリング機体「F/A-18F -THE IDOLMASTER RITSUKO-」の機首にも「神」の一文字が大書されている。
- 同じ事務所所属であり、かつ『THE IDOLM@STER』で共演した仁後真耶子とは仲が良く、その様子はPlayersの日記で垣間見られる。また、下田麻美、平田宏美の名前もしばしば日記記事中に登場する。
- 『THE IDOLM@STER RADIO』にゲスト出演した際に、パーソナリティーであるたかはし智秋と今井麻美の二人から「直美ティーチャー」の略称で「ナオミッティー」というニックネームを付けられた。小学校の時のあだ名は「源三」[注 3]。
- 『MASTERPIECE』シリーズ内のボーナストラックで下田麻美が声を演じる双海亜美・真美と性格が入れ替わったという設定で声真似を披露していた。『MASTER ARTIST 10 秋月律子』のボーナストラックには、2パターンのものまねが収録されている。

## 出演
太字はメインキャラクター。

### テレビアニメ
1998年
- ふしぎなメルモ（リニューアル版）（娘C）

1999年
- 課長王子

2000年
- ヴァンドレッド（2000年 - 2001年、ブリッジクルーC、オペレーター、セルティック・ミドリ、機関クルー1） - 2シリーズ
- ブギーポップは笑わない Boogiepop Phantom（里香）
- メダロット魂（大空ユウヅル、子供、お母さん）
- モンスターファーム（スプリンガー、赤ちゃん、ジャアクソウ、先生、タマ） - 2シリーズ
- 六門天外モンコレナイト（シロネコ、仔ペガサス〈弟〉、グレムリン）

2001年
- ギャラクシーエンジェル（秘書）
- スターオーシャンEX（少年クロード）
- それいけ!アンパンマン（ブラックちくりん、つみきの城の王子（B）〈3代目〉、スリコギ坊主〈3代目〉、かぼちゃのカボちゃん〈4代目〉）
- チャンス〜トライアングルセッション〜（少年2、女B）
- はじめの一歩（2001年 - 2009年、速水ファンの女性、伊達の息子、電話の声、ウェイトレス、伊達雄二） - 2シリーズ

2002年
- 犬夜叉（小助）
- 十二国記（大木鈴、女子生徒）
- テニスの王子様（健太郎）

2003年
- GAD GUARD（ミミ）
- 鋼の錬金術師（2003年 - 2004年、シェスカ）
- さいころボット コンボック（ミニコン）
- ポケットモンスター アドバンスジェネレーション（ナッチ）
- マーメイドメロディー ぴちぴちピッチ（2003年 - 2004年、人魚A、女性A、ももちゃん、女の子A） - 2シリーズ

2004年
- 頭文字D Fourth Stage（恭子の友達）
- SDガンダムフォース（チョビレロ）

2005年
- 英國戀物語エマ（2005年 - 2007年、ターシャ） - 2シリーズ
- SPEED GRAPHER（女性1）
- BLOOD+（ディスマス）

2006年
- ヤマトナデシコ七変化♥（エステ店員D、女生徒3）

2007年
- スカルマン（子供）
- ゼロ デュエル・マスターズ（デュエリストB）

2008年
- RD 潜脳調査室（ウラガ）
- 銀魂（杉山）
- のらみみ2（パーマネント）

2009年
- シャングリ・ラ（子供B）

2010年
- 怪盗レーニャ（宅配便のお兄さん）
- はなまる幼稚園（川代先生、雄大）

2011年
- THE IDOLM@STER（2011年 - 2012年、秋月律子） - 1シリーズ+特別編

2012年
- リトルバスターズ!（2012年 - 2013年、能美クドリャフカ、チェルヌシカ） - 2シリーズ

2016年
- 蒼の彼方のフォーリズム（青柳窓果）
- Rewrite（2016年 - 2017年、ぎる、加島桜） - 2シリーズ

2017年
- Fate/Grand Order × 氷室の天地〜7人の最強偉人篇〜（佐伯直美）

2020年
- 継つぐもも（ひふみ）

2021年
- かぎなど（2021年 - 2022年、能美クドリャフカ、加島桜） - 2シリーズ

2023年
- アイドルマスター ミリオンライブ！（秋月律子）

### 劇場アニメ
- 劇場版 鋼の錬金術師 シャンバラを征く者（2005年、シェスカ）
- それいけ!アンパンマン くろゆき姫とモテモテばいきんまん（2005年、クマ太）
- THE IDOLM@STER MOVIE 輝きの向こう側へ!（2014年、秋月律子[24]）
- 劇場版 クドわふたー（2021年、能美クドリャフカ[25]、チェルヌシカ）

### OVA
- 戦闘妖精少女 たすけて! メイヴちゃん（2005年、バンシーA）
- THE IDOLM@STER Live For You! オリジナルアニメDVD（2008年、秋月律子）
- ぷちます!（2013年 - 2018年、秋月律子、ちっちゃん）※単行本第5、6、10、11巻DVD付き限定版
- THE IDOLM@STER SHINY FESTA（2014年、秋月律子） - 3作品
- リトルバスターズ! EX（2014年、能美クドリャフカ[26]）

### Webアニメ
- ぷちます! -プチ・アイドルマスター-（2013年 - 2014年、秋月律子、ちっちゃん） - 2シリーズ

### ゲーム
時期不明
- フィーバーパワフルシリーズ（ジャムちゃん）

2001年
- FEVER4 SANKYO 公式パチンコシミュレーション
- 恋愛シミュレーションツクール2（年上系A）

2003年
- 十二国記 -紅蓮の標 黄塵の路-（秀雷）
- 少女義経伝（巴、先生）
- ソニックアドベンチャーDX
- ぷよぷよシリーズ（2003年 - 2022年、どんぐりガエル、さかな王子、アルデラ） - 9作品

2004年
- アークザラッドジェネレーション（キリカ）
- 十二国記 -赫々たる王道 紅緑の羽化-（大木鈴、秀雷）
- 鋼の錬金術師 ドリームカーニバル（シェスカ）

2005年
- THE IDOLM@STER（秋月律子）
- 少女義経伝・弐 〜刻を超える契り〜（巴）
- リアライズ -Panorama Luminary-（斉藤敦子）

2006年
- クリスタルボーダー（ファジー）
- ゼルダの伝説 トワイライトプリンセス
- ♂モット!! 恋愛主義♀「空色の季節」（井部梨香）

2007年
- THE IDOLM@STER (Xbox 360)（秋月律子）
- ワンダーキング（女シーフ）

2008年
- THE IDOLM@STER LIVE FOR YOU!（秋月律子）
- 流行り神PORTABLE 警視庁怪異事件ファイル オーディオドラマ
- メタルギアソリッド4（VOICE 女B）
- ライフウィズアイドル（井上ゆみえ）

2009年
- THE IDOLM@STER SP（秋月律子）
- THE IDOLM@STER Dearly Stars（秋月律子）
- 萌え萌え2次大戦（略）2[chu〜♪]（フランシス）

2011年
- THE IDOLM@STER 2（秋月律子）
- アイドルマスター グラビアフォーユー! Vol.1 - 9（秋月律子）
- ヴァイスシュヴァルツ ポータブル（秋月律子）
- 水月 弐（2011年 - 2012年、天羽小宵） - 2作品
- ノーブルリージュ!（エリゼ）
- Rewrite（2011年 - 2017年、ぎる、加島桜、能美クドリャフカ） - 3作品

2012年
- THE IDOLM@STER SHINY FESTA（秋月律子）
- アイドルマスターモバイルi（秋月律子）
- リトルバスターズ！ PERFECT EDITION / Converted Edition（PS3版）（2012年 - 2013年、能美クドリャフカ） - 2作品

2013年
- THE IDOLM@STER SHINY TV（秋月律子）
- アイドルマスター シンデレラガールズ（秋月律子）
- アイドルマスター ミリオンライブ!（2013年 - 2017年、秋月律子）
- 俺の彼女のウラオモテ〜Pure Sweet Heart〜（円谷ミユキ）
- クドわふたー -Converted Edition-（能美クドリャフカ、ストルガツカヤ博士、直枝架夜）
- 嫁コレ（能美クドリャフカ）

2014年
- アイドルマスター ワンフォーオール（秋月律子）
- ものべの -pure smile-（ひめみや）

2015年
- ChuSingura46+1 -忠臣蔵46+1- V（高田郡兵衛）

2016年
- 神撃のバハムート（モモ）
- 蒼の彼方のフォーリズム（青柳窓果）
- アイドルマスター プラチナスターズ（秋月律子）
- 誰ガ為のアルケミスト（テオナ）

2017年
- ファントム オブ キル（ガンバンテイン〈2代目〉、ブラフマーストラ〈2代目〉）
- アイドルマスター ミリオンライブ! シアターデイズ（2017年 - 2023年、秋月律子）
- クイズ・ミリタリーアカデミー〜第二次世界大戦編〜（モントゴメリー）
- アイドルマスター ステラステージ（秋月律子）

2018年
- IdentityV 第五人格（医師エミリー・ダイアー）
- スカイフォート・プリンセス（アイリ）

2019年
- 添いカノ〜ぎゅっと抱きしめて〜（船生紫子） - 全年齢版
- サマースウィートハート（林美優）

2020年
- セブンズストーリー（能美クドリャフカ）
- スナイパイ71（シンディ）
- 東方LostWord

2021年
- アイドルマスター ポップリンクス（秋月律子）
- アイドルマスター スターリットシーズン（2021年 - 2022年、秋月律子）
- アズールレーン（秋月律子）

2022年
- Fate/Grand Order（2022年 - 2023年、ブリトマート）

2024年
- ファントム オブ キル -オルタナティブ・イミテーション-（ブラフマーストラ）

### ドラマCD
2004年
- 流行り神 ドラマCD「呪われた都市伝説」

2005年
- THE IDOLM@STER SCENE.1 - 6（秋月律子）

2006年
- THE IDOLM@STER NEW STAGE.1 - 3（秋月律子）
- 豪放ライラック（佐倉美姫）

2007年
- THE IDOLM@STER MASTER ARTIST 09 萩原雪歩（秋月律子）

2008年
- アイドルマスター ドラマCD Eternal Prism 01 - 03（秋月律子）
- たなくま5thCD ハッピーバースデー俺！（委員長）
- 添い寝CD

2009年
- たなくま（委員長）
  - 6thCD 萌えボイス屋はじめました（特許出願希望）
  - 7th〜萌－1グランプリ、俺たちの闘いはこれからだ！

2010年
- たなくま8th! 俺、このCDが完成したら、田舎でメイド喫茶を開こうと思うんだ（死亡フラグ）（委員長）

2011年
- THE IDOLM@STER メガミマガジン スペシャルCD（秋月律子） - メガミマガジン 2011年9月号付録
- くすりのマジョラム ドラマCD（浜路雫）
- ドラマCD ぷちます! 1 - 2（秋月律子、ちっちゃん）

2012年
- THE IDOLM@STER No Make!（秋月律子）
- ダブルクロスThe 3rd EditionドラマCD・デイズ（大門寺朱香）

2014年
- アイドルマスター ワンフォーオール 初回限定版付属 スペシャルドラマCD「765プロが行く！トップアイドルのお仕事見学」（秋月律子）
- 氷室の天地 Fate/school life（2014年 - 2019年、円盤投子 / 佐伯直美） - 3作品

2018年
- THE IDOLM@STER MILLION THE@TER GENERATION 08 EScape（RITSUKO-9〈秋月律子〉）

2021年
- THE IDOLM@STER MILLION THE@TER WAVE 14 TRICK&TREAT（2021年、秋月律子）

### 吹き替え
- アイアン・スカイ（2012年、ハンネローレ〈リサ・ゾーイ・ブラウティガム〉、ニュースキャスター）
- キング・オブ・マンハッタン 危険な賭け（2013年、ジュリー〈レティシア・カスタ〉）

### オーディオドラマ
- THE IDOLM@STER NO Make!（2011年、秋月律子）

### ラジオ
※はインターネット配信。
- たなくまD.Q.Nラジオ（2009年、電撃オンライン特設サイト※[47]）
- 復活!!たなくまD.Q.Nラジオ（2010年、電撃オンライン特設サイト※）
- ふぃあ通（2010年、F.E.A.R.公式サイト※）
- リトルバスターズ!R（2012年、HiBiKi Radio Station※・音泉※）
- ウィルチャレMonday!（2016年 - 2017年、エフエム浦安）
- 若林直美とSay you will Challenge!（2016年 -  2017年、エフエム浦安）

### ラジオCD
- DJCD ラジオdeアイマSHOW! vol.4（2007年）ゲスト
- ラジオCD「リトルバスターズ!R」（2012年）
- SCRUM Radio〜らむらじ〜 ラジオCD Vol.1（2012年12月）
- ラジオCD「ラジオ リトルバスターズ!R」 Vol.1 - 11（2013年 - 2015年）

### デジタルコミック
- アニコミ ネトゲ恋愛〜オフ会行ったらイケメン同僚に遭遇してしまいました…〜（2019年、清水あゆみ[48]）

### オーディオブック
- パレード（2020年、相馬未来）

### 映像商品
- THE IDOLM@STER MASTER MOVIE（2006年）
- THE IDOLM@STER MASTER BOX IV 付属DVD（2008年）
- THE IDOLM@STER 4th ANNIVERSARY PARTY SPECIAL DREAM TOUR’S!!（2009年）
- THE IDOLM@STER 5th ANNIVERSARY The world is all one !!（2011年）
- THE IDOLM@STER 6th ANNIVERSARY SMILE SUMMER FESTIV@L!（2011年）
- THE IDOLM@STER 7th ANNIVERSARY 765PRO ALLSTARS みんなといっしょに!（2012年[49]）
- THE IDOLM@STER MUSIC FESTIV@L OF WINTER!!（2013年[50]）
- Animelo Summer Live 2013 -FLAG NINE- 8.24（3月26日）（2014年）
- THE IDOLM@ STER 8th ANNIVERSARY HOP! STEP!! FESTIV@L!!!（2014年[51]）
- THE IDOLM@STER 765 MILLIONSTARS HOTCHPOTCH FESTIV@L!! LIVE Blu-ray DAY2（2018年）[52]
- THE IDOLM@STER ニューイヤーライブ!! 初星宴舞 LIVE Blu-ray 絢爛装丁版（2019年1月30日）[53]
- THE IDOLM@STER PRODUCER MEETING 2018 What is TOP!!!!!!!!!!!!!!? EVENT Blu-ray PERFECT BOX（2019年7月31日）[54]
- バンダイナムコエンターテインメントフェスティバル 2days LIVE Blu-ray（2020年9月9日）
- THE IDOLM＠STER 765PRO ALLSTARS LIVE SUNRICH COLORFUL LIVE Blu-ray（2023年7月26日）[55]
- THE IDOLM@STER M@STERS OF IDOL WORLD!!!!! 2023 Blu-ray PERFECT BOX!!!!!（2023年）[56]

### 舞台
- Players「ノスタルジック・カフェ〜1971年・あの時君は〜」（2005年7月）高野しずく 役
- 乙女企画クロジ☆「ルームメイト」（2005年12月）真由美 役
- 乙女企画クロジ☆「浪漫女優」（2007年1月）辰巳奈津子 役
- 演劇企画CRANQ「ソープオペラ」（2008年8月）水原たまき 役
- 乙女企画クロジ☆「僕の愛した冒険」（2008年12月）ミカ 役
- SPRINGMAN「REVIVE」（2009年4月）アキナ 役
- Pal's Sharer「Birthday」（2009年7月）宮前萌 役
- SPRINGMAN「この街の冬」（2010年1月）タイガーリリー 役
- Pal's Sharer「メトロポリスプロジェクト〜ここは楽園〜」（2010年5月）
- Pal's Sharer「トーマの頃を過ぎても」（2012年1月）浩美 役
- Pal's Sharer「アンリクロード〜HenriClaude〜」（2013年3月）網代木七菜 役

### パチンコ・パチスロ
- SANYO（年代不明、ジャムちゃん）
- THE IDOLM@STER LIVE in SLOT!（2012年、秋月律子）
- スナイパイ71（2020年、シンディ）
- Pフィーバー アイドルマスター ミリオンライブ!（2021年、秋月律子）
- パチスロ アイドルマスター ミリオンライブ!（2021年、秋月律子[57]）

### ナレーション
- 新すぃ日本語
- ダウンタウンのガキの使いやあらへんで!!
  - 限界シリーズ「オムライスはどこまでオムライスなのか」
  - コスプレバスツアー（ピンクレディー編）
  - 七変化シリーズ（品川祐編）の回を担当

### その他コンテンツ
- まぜてよ★生ボイス（2009年、着信ボイス）みゆ、ななみ、あやこ、ゆきの 役

## ディスコグラフティ

### キャラクターソング
| 発売日   | 商品名                                                                           | 歌 | 楽曲 | 備考                                                                                             |
| 2005年   | 2005年                                                                           | 2005年 | 2005年 | 2005年                                                                                           |
| -------- | -------------------------------------------------------------------------------- | --- | --- | ------------------------------------------------------------------------------------------------ |
| 3月31日  | アイタイ気持ち Yai-yai-ya! 〜ジャムちゃんのテーマ 2005〜                         | ジャムちゃん（若林直美） | 「アイタイ気持ち Yai-yai-ya! 〜ジャムちゃんのテーマ 2005〜」 | パチンコ『F・ネオパワフル』テーマソング                                                          |
| 6月22日  | 鋼の錬金術師 HAGAREN SONG FILE -WINRY ROCKBELL-                                  | ウィンリィ・ロックベル（豊口めぐみ）、シェスカ（若林直美） | 「恋愛参考書〜Love reference book〜」 | テレビアニメ『鋼の錬金術師』関連曲                                                               |
| 12月21日 | 鋼の錬金術師 HAGAREN SONG FILE -BEST COMPILATION-                                | エドワード・エルリック（朴璐美）、ロイ・マスタング（大川透）、アルフォンス・エルリック（釘宮理恵）、ウィンリィ・ロックベル（豊口めぐみ）、シェスカ（若林直美） | 「LAST MEETINGS」 「Good!」 | テレビアニメ『鋼の錬金術師』関連曲                                                               |
| 9月28日  | THE IDOLM@STER MASTERPIECE 01 魔法をかけて！                                     | 天海春香（中村繪里子）、萩原雪歩（落合祐里香）、秋月律子（若林直美） | 「魔法をかけて！（M@STER VERSION）」 「THE IDOLM@STER（HYM VERSION）」 | ゲーム『THE IDOLM@STER』関連曲                                                                   |
| 9月28日  | THE IDOLM@STER MASTERPIECE 01 魔法をかけて！                                     | 秋月律子（若林直美） | 「魔法をかけて！」 | ゲーム『THE IDOLM@STER』関連曲                                                                   |
| 2006年   |                                                                                  | | |                                                                                                  |
| 3月22日  | THE IDOLM@STER MASTERPIECE 04                                                    | 菊地真（平田宏美）、秋月律子（若林直美）、双海亜美 / 真美（下田麻美） | 「エージェント夜を往く（M@STER VERSION）」 | ゲーム『THE IDOLM@STER』関連曲                                                                   |
| 3月22日  | THE IDOLM@STER MASTERPIECE 04                                                    | 秋月律子（若林直美）、双海亜美 / 亜美（下田麻美） | 「太陽のジェラシー」 | ゲーム『THE IDOLM@STER』関連曲                                                                   |
| 3月22日  | THE IDOLM@STER MASTERPIECE 04                                                    | 如月千早（今井麻美）、萩原雪歩（落合祐里香）、秋月律子（若林直美） | 「First Stage」 | ゲーム『THE IDOLM@STER』関連曲                                                                   |
| 3月22日  | THE IDOLM@STER MASTERPIECE 04                                                    | 秋月律子（若林直美）、三浦あずさ（たかはし智秋）、萩原雪歩（落合祐里香） | 「9:02pm」 | ゲーム『THE IDOLM@STER』関連曲                                                                   |
| 5月31日  | THE IDOLM@STER MASTERPIECE 05                                                    | 如月千早（今井麻美）、三浦あずさ（たかはし智秋）、秋月律子（若林直美） | 「蒼い鳥（M@STER VERSION）」 | ゲーム『THE IDOLM@STER』関連曲                                                                   |
| 5月31日  | THE IDOLM@STER MASTERPIECE 05                                                    | 天海春香（中村繪里子）、如月千早（今井麻美）、萩原雪歩（落合祐里香）、高槻やよい（仁後真耶子）、秋月律子（若林直美）、三浦あずさ（たかはし智秋）、水瀬伊織（釘宮理恵）、菊地真（平田宏美）、双海亜美 / 真美（下田麻美）                                                  | 「THE IDOLM@STER（M@STER VERSION -REMIX-）」 | ゲーム『THE IDOLM@STER』関連曲                                                                   |
| 7月19日  | THE IDOLM@STER MASTER BOX                                                        | 秋月律子（若林直美） | 「太陽のジェラシー」 「おはよう!! 朝ご飯」 「9:02pm」 「Here we go !!」 「蒼い鳥」 「エージェント夜を往く」 「First Stage」 「ポジティブ!」 「THE IDOLM@STER」 | ゲーム『THE IDOLM@STER』関連曲                                                                   |
| 12月20日 | THE IDOLM@STER MASTERWORK 00 私はアイドル♡                                       | IM@S ALLSTARS | 「THE IDOLM@STER」 | ゲーム『THE IDOLM@STER』関連曲                                                                   |
| 2007年   |                                                                                  | | |                                                                                                  |
| 1月18日  | THE IDOLM@STER YOUR SONG                                                         | 秋月律子（若林直美） | 「東京は夜の七時 〜the night is still young〜」 | ゲーム『THE IDOLM@STER』関連曲                                                                   |
| 1月31日  | THE IDOLM@STER MASTERWORK 01 GO MY WAY!!                                         | 秋月律子（若林直美）、三浦あずさ（たかはし智秋）、菊地真（平田宏美） | 「思い出をありがとう（M@STER VERSION）」 | ゲーム『THE IDOLM@STER』関連曲                                                                   |
| 2月28日  | THE IDOLM@STER MASTERWORK 02 relations                                           | 秋月律子（若林直美）、萩原雪歩（落合祐里香）、双海亜美 / 真美（下田麻美） | 「My Best Friend（IM@STER VERSION）」 | ゲーム『THE IDOLM@STER』関連曲                                                                   |
| 2月28日  | THE IDOLM@STER MASTERWORK 02 relations                                           | 秋月律子（若林直美） | 「魔法をかけて!（M@STER VERSION）」 | ゲーム『THE IDOLM@STER』関連曲                                                                   |
| 4月4日   | THE IDOLM@STER MASTER BOX II                                                     | 秋月律子（若林直美） | 「GO MY WAY!!」 「relations」 「まっすぐ」 「私はアイドル♡」 | ゲーム『THE IDOLM@STER』関連曲                                                                   |
| 9月19日  | THE IDOLM@STER MASTER ARTIST 10 秋月律子                                         | 秋月律子（若林直美） | 「いっぱいいっぱい」 「1/6の夢旅人」 「My Best Friend（M@STER VERSION）」 「思い出をありがとう（M@STER VERSION）」 「i」 | ゲーム『THE IDOLM@STER』関連曲                                                                   |
| 10月24日 | THE IDOLM@STER MASTER ARTIST FINALE 765プロ ALLSTARS                             | IM@S ALLSTARS | 「団結」 | ゲーム『THE IDOLM@STER』関連曲                                                                   |
| 10月24日 | THE IDOLM@STER MASTER ARTIST FINALE 765プロ ALLSTARS                             | IM@S ALLSTARS+ | 「i」 | ゲーム『THE IDOLM@STER』関連曲                                                                   |
| 2008年   |                                                                                  | | |                                                                                                  |
| 2月13日  | THE IDOLM@STER MASTER LIVE 00 shiny smile                                        | 天海春香（中村繪里子）、如月千早（今井麻美）、秋月律子（若林直美） | 「shiny smile（M@STER VERSION）」 | ゲーム『THE IDOLM@STER LIVE FOR YOU!』関連曲                                                     |
| 4月16日  | THE IDOLM@STER MASTER LIVE 02 REM@STER-B                                         | 秋月律子（若林直美） | 「太陽のジェラシー（REM@STER-B）」 | ゲーム『THE IDOLM@STER LIVE FOR YOU!』関連曲                                                     |
| 4月16日  | THE IDOLM@STER MASTER LIVE 02 REM@STER-B                                         | 水瀬伊織（釘宮理恵）、菊地真（平田宏美）、秋月律子（若林直美） | 「THE IDOLM@STER（REM@STER-B」 | ゲーム『THE IDOLM@STER LIVE FOR YOU!』関連曲                                                     |
| 4月16日  | THE IDOLM@STER MASTER LIVE 02 REM@STER-B                                         | 如月千早（今井麻美）、水瀬伊織（釘宮理恵）、秋月律子（若林直美）、菊地真（平田宏美）、萩原雪歩（落合祐里香）、音無小鳥（滝田樹里） | 「It's Show」 | ゲーム『THE IDOLM@STER LIVE FOR YOU!』関連曲                                                     |
| 4月22日  | ファミソン8BIT☆アイドルマスター 03 三浦あずさ / 秋月律子                         | 三浦あずさ（たかはし智秋）、秋月律子（若林直美） | 「まっすぐ（『フェリオス』ファミソン8BIT MIX）」 「魔法をかけて!（『妖怪道中記』ファミソン8BIT MIX）」 「9:02pm（『ドラゴンバスター』ファミソン8BIT MIX）」 「ポジティブ!（『スカイキッド』 MIX）」 | ゲーム『THE IDOLM@STER』関連曲                                                                   |
| 4月22日  | ファミソン8BIT☆アイドルマスター 03 三浦あずさ / 秋月律子                         | 秋月律子（若林直美） | 「Tower of Adventure（『バベルの塔』NEW SONG）」 | ゲーム『THE IDOLM@STER』関連曲                                                                   |
| 4月30日  | THE IDOLM@STER MASTER BOX III                                                    | 秋月律子（若林直美） | 「太陽のジェラシー（REMIX-A）」 「おはよう!! 朝ご飯（REMIX-A）」 「9:02pm（REMIX-A）」 「Here we go !!（REMIX-A）」 「蒼い鳥（REMIX-A）」 「魔法をかけて!（REMIX-A）」 「エージェント夜を往く（REMIX-A）」 「First Stage（REMIX-A）」 「ポジティブ!（REMIX-A）」 「THE IDOLM@STER（REMIX-A）」 「GO MY WAY!!（REMIX-A）」 「思い出をありがとう（REMIX-A）」 「relations（REMIX-A）」 「まっすぐ（REMIX-A）」 「My Best Friend（REMIX-A）」 「私はアイドル♡（REMIX-A）」 | ゲーム『THE IDOLM@STER LIVE FOR YOU!』関連曲                                                     |
| 5月23日  | THE IDOLM@STER MASTER BOX IV                                                     | 秋月律子（若林直美） | 「太陽のジェラシー（REMIX-B）」 「おはよう!! 朝ご飯（REMIX-B）」 「9:02pm（REMIX-B）」 「Here we go !!（REMIX-B）」 「蒼い鳥（REMIX-B）」 「魔法をかけて!（REMIX-B）」 「エージェント夜を往く（REMIX-B）」 「First Stage（REMIX-B）」 「ポジティブ!（REMIX-B）」 「THE IDOLM@STER（REMIX-B）」 「GO MY WAY!!（REMIX-B）」 「思い出をありがとう（REMIX-B）」 「relations（REMIX-B）」 「まっすぐ（REMIX-B）」 「My Best Friend（REMIX-B）」 「私はアイドル♡（REMIX-B）」 | ゲーム『THE IDOLM@STER LIVE FOR YOU!』関連曲                                                     |
| 6月18日  | THE IDOLM@STER MASTER LIVE 04 my song                                            | 秋月律子（若林直美） | 「9:02pm（REM@STER-B）」 | ゲーム『THE IDOLM@STER LIVE FOR YOU!』関連曲                                                     |
| 7月23日  | THE IDOLM@STER Vacation for you!                                                 | 双海亜美 / 真美（下田麻美）、三浦あずさ（たかはし智秋）、水瀬伊織（釘宮理恵）、萩原雪歩（落合祐里香）、秋月律子（若林直美） | 「VACATION」 | ゲーム『THE IDOLM@STER』関連曲                                                                   |
| 7月23日  | THE IDOLM@STER Vacation for you!                                                 | 秋月律子（若林直美） | 「Sunny Day Sunday」 | ゲーム『THE IDOLM@STER』関連曲                                                                   |
| 8月22日  | THE IDOLM@STER MASTER LIVE ENCORE                                                | 三浦あずさ（たかはし智秋）、秋月律子（若林直美） | 「シャララ」 | ゲーム『THE IDOLM@STER LIVE FOR YOU!』関連曲                                                     |
| 8月22日  | THE IDOLM@STER MASTER LIVE ENCORE                                                | 秋月律子（若林直美） | 「まっすぐ（REM@STER-A）」 | ゲーム『THE IDOLM@STER LIVE FOR YOU!』関連曲                                                     |
| 11月19日 | THE IDOLM@STER BEST ALBUM 〜MASTER OF MASTER〜                                   | IM@S ALLSTARS | 「GO MY WAY!!」 | ゲーム『THE IDOLM@STER』関連曲                                                                   |
| 11月19日 | THE IDOLM@STER BEST ALBUM 〜MASTER OF MASTER〜                                   | 秋月律子（若林直美）、萩原雪歩（落合祐里香） | 「魔法をかけて!（M@STER VERSION）」 | ゲーム『THE IDOLM@STER』関連曲                                                                   |
| 11月19日 | THE IDOLM@STER BEST ALBUM 〜MASTER OF MASTER〜                                   | 萩原雪歩（落合祐里香）、三浦あずさ（たかはし智秋）、水瀬伊織（釘宮理恵）、秋月律子（若林直美）、双海亜美 / 真美（下田麻美） | 「サニー」 | ゲーム『THE IDOLM@STER』関連曲                                                                   |
| 11月19日 | THE IDOLM@STER BEST ALBUM 〜MASTER OF MASTER〜                                   | 星井美希（長谷川明子）、秋月律子（若林直美） | 「relations（M@STER VERSION）」 | ゲーム『THE IDOLM@STER』関連曲                                                                   |
| 11月19日 | THE IDOLM@STER BEST ALBUM 〜MASTER OF MASTER〜                                   | 水瀬伊織（釘宮理恵）、秋月律子（若林直美）、星井美希（長谷川明子） | 「私はアイドル♡（M@STER VERSION）」 | ゲーム『THE IDOLM@STER』関連曲                                                                   |
| 11月19日 | THE IDOLM@STER BEST ALBUM 〜MASTER OF MASTER〜                                   | 萩原雪歩（落合祐里香）、秋月律子（若林直美）、高槻やよい（仁後真耶子） | 「My Best Friend（M@STER VERSION）」 | ゲーム『THE IDOLM@STER』関連曲                                                                   |
| 11月19日 | THE IDOLM@STER BEST ALBUM 〜MASTER OF MASTER〜                                   | 天海春香（中村繪里子）、萩原雪歩（落合祐里香）、秋月律子（若林直美） | 「shiny smile（M@STER VERSION）」 | ゲーム『THE IDOLM@STER』関連曲                                                                   |
| 2009年   |                                                                                  | | |                                                                                                  |
| 3月4日   | THE IDOLM@STER MASTER SPECIAL 02 秋月律子・双海亜美 / 真美                       | 秋月律子（若林直美） | 「livE」 「Resolution」 「shiny smile（M@STER VERSION）」 | ゲーム『THE IDOLM@STER SP』関連曲                                                                |
| 3月4日   | THE IDOLM@STER MASTER SPECIAL 02 秋月律子・双海亜美 / 真美                       | 秋月律子（若林直美）、双海亜美 / 真美（下田麻美） | 「my song（REM@STER-A）」 | ゲーム『THE IDOLM@STER SP』関連曲                                                                |
| 3月4日   | THE IDOLM@STER MASTER SPECIAL 02 秋月律子・双海亜美 / 真美                       | 双海亜美 / 真美（下田麻美）、秋月律子（若林直美） | 「L・O・B・M」 | ゲーム『THE IDOLM@STER SP』関連曲                                                                |
| 3月18日  | THE IDOLM@STER MASTER BOX V                                                      | 秋月律子（若林直美） | 「Do-Dai」 「my song」 「ふるふるフューチャー☆」 「神さまのBirthday」 | ゲーム『THE IDOLM@STER LIVE FOR YOU!』関連曲                                                     |
| 5月17日  | THE IDOLM@STER MASTER BOX catalog 08,09,11 COMPLETE                              | 秋月律子（若林直美） | 「shiny smile（REMIX-A）」 「Do-Dai（REMIX-A）」 「my song（REMIX-A）」 「i（REMIX-A）」 「shiny smile（REMIX-B）」 「Do-Dai（REMIX-B）」 「my song（REMIX-B）」 「i（REMIX-B）」 | ゲーム『THE IDOLM@STER LIVE FOR YOU!』関連曲                                                     |
| 2010年   |                                                                                  | | |                                                                                                  |
| 3月17日  | THE IDOLM@STER MASTER SPECIAL SPRING                                             | 天海春香（中村繪里子）、水瀬伊織（釘宮理恵）、我那覇響（沼倉愛美）、秋月律子（若林直美）、菊地真（平田宏美）、萩原雪歩（長谷優里奈） | 「チェリー」 「またね（M@STER VERSION）」 | ゲーム『THE IDOLM@STER SP』関連曲                                                                |
| 3月17日  | THE IDOLM@STER MASTER SPECIAL SPRING                                             | 秋月律子（若林直美） | 「旅立ちの日に…」 | ゲーム『THE IDOLM@STER SP』関連曲                                                                |
| 3月31日  | THE IDOLM@STER MASTER BOX VI                                                     | 秋月律子（若林直美） | 「I Want」 「キラメキラリ」 「迷走Mind」 「目が逢う瞬間」 「スタ→トスタ→」 「隣に…」 「フタリの記憶」 「Kosmos, Cosmos」 | ゲーム『THE IDOLM@STER SP』関連曲                                                                |
| 3月31日  | はなまるなベストアルバム childhood memories                                      | 草野先生（水原薫）、川代先生（若林直美） | 「Yes,We Can!!」 | テレビアニメ『はなまる幼稚園』エンディングテーマ                                                 |
| 6月2日   | THE IDOLM@STER BEST OF 765+876=!! VOL.02                                         | 萩原雪歩（長谷優里奈）、秋月律子（若林直美）、星井美希（長谷川明子）、四条貴音（原由実）、秋月涼（三瓶由布子） | 「DREAM」 | ゲーム『THE IDOLM@STER』関連曲                                                                   |
| 6月23日  | THE IDOLM@STER BEST OF 765+876=!! VOL.03                                         | 萩原雪歩（長谷優里奈）、双海亜美 / 真美（下田麻美）、秋月律子（若林直美）、高槻やよい（仁後真耶子）、四条貴音（原由実） | 「My Best Friend（M@STER VERSION）」 | ゲーム『THE IDOLM@STER』関連曲                                                                   |
| 6月23日  | THE IDOLM@STER BEST OF 765+876=!! VOL.03                                         | IM@S ALLSTARS++ | 「L・O・B・M」 | ゲーム『THE IDOLM@STER』関連曲                                                                   |
| 6月23日  | THE IDOLM@STER BEST OF 765+876=!! VOL.03                                         | 菊地真（平田宏美）、秋月律子（若林直美）、如月千早（今井麻美）、星井美希（長谷川明子）、我那覇響（沼倉愛美） | 「思い出をありがとう（M@STER VERSION）」 | ゲーム『THE IDOLM@STER』関連曲                                                                   |
| 6月23日  | THE IDOLM@STER BEST OF 765+876=!! VOL.03                                         | IM@S ALLSTARS1641 | 「THE IDOLM@STER」 | ゲーム『THE IDOLM@STER』関連曲                                                                   |
| 7月3日   | THE IDOLM@STER BEST OF 765+876=!! THE iDRE@MLOST                                 | 秋月律子（若林直美） | 「DREAM」 | ゲーム『THE IDOLM@STER』関連曲                                                                   |
| 9月22日  | THE IDOLM@STER MASTER ARTIST 2 Prologue                                          | IM@S 765PRO ALLSTARS | 「団結2010」 | ゲーム『THE IDOLM@STER 2』関連曲                                                                 |
| 2011年   |                                                                                  | | |                                                                                                  |
| 2月9日   | The world is all one !!                                                          | 竜宮小町、秋月律子（若林直美） | 「The world is all one !!（M@STER VERSION）」 | ゲーム『THE IDOLM@STER 2』関連曲                                                                 |
| 2月9日   | The world is all one !!                                                          | 765PRO ALLSTARS | 「The world is all one !!（M@STER VERSION）」 | ゲーム『THE IDOLM@STER 2』関連曲                                                                 |
| 2月9日   | The world is all one !!                                                          | 天海春香（中村繪里子）、如月千早（今井麻美）、高槻やよい（仁後真耶子）、菊地真（平田宏美）、双海亜美 / 真美（下田麻美）、星井美希（長谷川明子）、秋月律子（若林直美）、四条貴音（原由実）、我那覇響（沼倉愛美）、萩原雪歩（浅倉杏美）                                    | 「The world is all one !!（765プロみんなで合唱VERSION）」 | ゲーム『THE IDOLM@STER 2』関連曲                                                                 |
| 2月9日   | SMOKY THRILL                                                                     | 秋月律子（若林直美） | 「恋するミカタ」 | ゲーム『THE IDOLM@STER 2』関連曲                                                                 |
| 6月22日  | HE IDOLM@STER MASTER ARTIST 2 -SECOND SEASON- 03 三浦あずさ                      | 三浦あずさ（たかはし智秋）、秋月律子（若林直美） | 「Best Friend（Version Azusa）」 | ゲーム『THE IDOLM@STER 2』関連曲                                                                 |
| 6月22日  | HE IDOLM@STER MASTER ARTIST 2 -SECOND SEASON- 04 秋月律子                        | 秋月律子（若林直美）、三浦あずさ（たかはし智秋） | 「Best Friend（Version Ritsuko）」 | ゲーム『THE IDOLM@STER 2』関連曲                                                                 |
| 6月22日  | HE IDOLM@STER MASTER ARTIST 2 -SECOND SEASON- 04 秋月律子                        | 秋月律子（若林直美） | 「LOVEオーダーメイド」 「空色デイズ」 「livE（リミックス）」 「MEGARE!（M@STER VERSION）」 | ゲーム『THE IDOLM@STER 2』関連曲                                                                 |
| 6月25日  | THE IDOLM@STER MASTER BOX VII                                                    | 秋月律子（若林直美） | 「Colorful Days」 「オーバーマスター」 「キミはメロディ」 「またね」 「L・O・B・M」 | ゲーム『THE IDOLM@STER SP』関連曲                                                                |
| 8月10日  | THE IDOLM@STER ANIM@TION MASTER 01 READY!!                                       | 765PRO ALLSTARS | 「READY!!（M@STER VERSION）」 | テレビアニメ『THE IDOLM@STER』オープニングテーマ                                                 |
| 9月7日   | THE IDOLM@STER ANIM@TION MASTER 02                                               | 765PRO ALLSTARS | 「The world is all one !!（M@STER VERSION）」 | テレビアニメ『THE IDOLM@STER』エンディングテーマ                                                 |
| 9月7日   | THE IDOLM@STER ANIM@TION MASTER 02                                               | 如月千早（今井麻美）、三浦あずさ（たかはし智秋）、菊地真（平田宏美）、星井美希（長谷川明子）、我那覇響（沼倉愛美）、秋月律子（若林直美） | 「MOONY」 | テレビアニメ『THE IDOLM@STER』エンディングテーマ                                                 |
| 10月5日  | THE IDOLM@STER ANIM@TION MASTER 03                                               | 765PRO ALLSTARS | 「THE IDOLM@STER」 | テレビアニメ『THE IDOLM@STER』エンディングテーマ                                                 |
| 10月5日  | THE IDOLM@STER ANIM@TION MASTER 03                                               | 765PRO ALLSTARS | 「L・O・B・M」 | テレビアニメ『THE IDOLM@STER』挿入歌                                                             |
| 10月5日  | THE IDOLM@STER ANIM@TION MASTER 03                                               | 765+876PRO ALLSTARS | 「GO MY WAY!!」 | テレビアニメ『THE IDOLM@STER』エンディングテーマ                                                 |
| 11月9日  | THE IDOLM@STER ANIM@TION MASTER 04 CHANGE!!!!                                    | 765PRO ALLSTARS | 「CHANGE!!!!（M@STER VERSION）」 | テレビアニメ『THE IDOLM@STER』オープニングテーマ                                                 |
| 11月9日  | THE IDOLM@STER ANIM@TION MASTER 04 CHANGE!!!!                                    | 星井美希（長谷川明子）、四条貴音（原由実）、秋月律子（若林直美） | 「We just started」 | テレビアニメ『THE IDOLM@STER』関連曲                                                             |
| 11月30日 | THE IDOLM@STER ANIM@TION MASTER 05                                               | 765PRO ALLSTARS | 「i」 「MEGARE!（M@STER VERSION）」 | テレビアニメ『THE IDOLM@STER』エンディングテーマ                                                 |
| 11月30日 | THE IDOLM@STER ANIM@TION MASTER 05                                               | 高槻やよい（仁後真耶子）、萩原雪歩（浅倉杏美）、菊地真（平田宏美）、水瀬伊織（釘宮理恵）、三浦あずさ（たかはし智秋）、秋月律子（若林直美） | 「キミはメロディ (M@STER VERSION）」 | テレビアニメ『THE IDOLM@STER』挿入歌                                                             |
| 2012年   |                                                                                  | | |                                                                                                  |
| 2月1日   | THE IDOLM@STER ANIM@TION MASTER 07                                               | 星井美希（長谷川明子）、高槻やよい（仁後真耶子）、萩原雪歩（浅倉杏美）、菊地真（平田宏美）、水瀬伊織（釘宮理恵）、秋月律子（若林直美） | 「My Wish」 | テレビアニメ『THE IDOLM@STER』挿入歌                                                             |
| 2月1日   | THE IDOLM@STER ANIM@TION MASTER 07                                               | 765PRO ALLSTARS | 「まっすぐ」 「いっしょ（NEW VERSION）」 | テレビアニメ『THE IDOLM@STER』エンディングテーマ                                                 |
| 2月1日   | THE IDOLM@STER ANIM@TION MASTER 07                                               | 765PRO ALLSTARS | 「READY!! & CHANGE!!!! SPECIAL EDITION」 「私たちはずっと…でしょう?」 | テレビアニメ『THE IDOLM@STER』挿入歌                                                             |
| 9月26日  | THE IDOLM@STER ANIM@TION MASTER 生っすかSPECIAL 03                               | 高槻やよい（仁後真耶子）、秋月律子（若林直美） | 「愛 LIKE ハンバーガー（M@STER VERSION）」 「初恋 〜三章 幸せの紅葉〜」 | テレビアニメ『THE IDOLM@STER』関連曲                                                             |
| 9月26日  | THE IDOLM@STER ANIM@TION MASTER 生っすかSPECIAL 03                               | 秋月律子（若林直美） | 「Brand New Wave Upper Ground」 「会いたい気持」 | テレビアニメ『THE IDOLM@STER』関連曲                                                             |
| 11月28日 | ら♪ら♪ら♪わんだぁらんど                                                          | 765PRO ALLSTARS featuring ぷちどる | 「ら♪ら♪ら♪わんだぁらんど」 「ら♪ら♪ら♪わんだぁらんど（とろぴかる Remix）」 | Webアニメ『ぷちます! -プチ・アイドルマスター-』テーマソング                                      |
| 2013年   |                                                                                  | | |                                                                                                  |
| 1月30日  | THE IDOLM@STER ANIM@TION MASTER 生っすかSPECIAL CURTAIN CALL                     | 秋月律子（若林直美） | 「MOONY」 | テレビアニメ『THE IDOLM@STER』関連曲                                                             |
| 1月30日  | THE IDOLM@STER ANIM@TION MASTER 生っすかSPECIAL CURTAIN CALL                     | 菊地真（平田宏美）、双海亜美 / 真美（下田麻美）、水瀬伊織（釘宮理恵）、三浦あずさ（たかはし智秋）、四条貴音（原由実）、秋月律子（若林直美） | 「カーテンコール」 | テレビアニメ『THE IDOLM@STER』関連曲                                                             |
| 2月10日  | THE IDOLM@STER MASTER BOX VIII                                                   | 秋月律子（若林直美） | 「The world is all one !!」 「きゅんっ！ヴァンパイアガール」 「Honey Heartbeat」 「Little Match Girl」 | ゲーム『THE IDOLM@STER 2』関連曲                                                                 |
| 2月6日   | PETIT IDOLM@STER Twelve Seasons! Vol.6 秋月律子&ちっちゃん                       | 秋月律子（若林直美） | 「WEDDING BELL」 「ら♪ら♪ら♪わんだぁらんど」 「あ・り・が・と・YESTERDAYS」 | Webアニメ『ぷちます! -プチ・アイドルマスター-』関連曲                                            |
| 3月27日  | THE IDOLM@STER 1巻 特装版 特典CD                                                 | 水瀬伊織（釘宮理恵）、我那覇響（沼倉愛美）、秋月律子（若林直美）、双海真美（下田麻美） | 「マイペースでいきましょう」 | 漫画『THE IDOLM@STER』関連曲                                                                     |
| 4月10日  | THE IDOLM@STER ANIM@TION MASTER 生っすかSPECIAL弦楽四重奏 初恋組曲               | 秋月律子（若林直美） | 「初恋 〜三章 幸せの紅葉〜」 | テレビアニメ『THE IDOLM@STER』関連曲                                                             |
| 4月24日  | THE IDOLM@STER LIVE THE@TER PERFORMANCE 01 Thank You!                            | 765 MILLIONSTARS | 「Thank You!」 | ゲーム『アイドルマスター ミリオンライブ!』テーマソング                                           |
| 4月24日  | THE IDOLM@STER LIVE THE@TER PERFORMANCE 01 Thank You!                            | 765PRO ALLSTARS | 「Thank You!」 | ゲーム『アイドルマスター ミリオンライブ!』テーマソング                                           |
| 9月18日  | THE IDOLM@STER 765PRO ALLSTARS+ GRE@TEST BEST!-THE IDOLM@STER HISTORY-           | 765PRO ALLSTARS | 「MUSIC♪（M@STER VERSION）」 | ゲーム『THE IDOLM@STER SHINY FESTA』関連曲                                                       |
| 12月18日 | THE IDOLM@STER 765PRO ALLSTARS+ GRE@TEST BEST!-LOVE＆PEACE!-                     | 天海春香（中村繪里子）、如月千早（今井麻美）、三浦あずさ（たかはし智秋）、秋月律子（若林直美） | 「Vault That Borderline!（M@STER VERSION）」 | ゲーム『THE IDOLM@STER SHINY FESTA』関連曲                                                       |
| 12月25日 | THE IDOLM@STER LIVE THE@TER PERFORMANCE 09                                       | 秋月律子（若林直美）、木下ひなた（田村奈央）、佐竹美奈子（大関英里）、松田亜利沙（村川梨衣） | 「Helloコンチェルト」 | ゲーム『アイドルマスター ミリオンライブ！』関連曲                                                |
| 12月25日 | THE IDOLM@STER LIVE THE@TER PERFORMANCE 09                                       | 秋月律子（若林直美） | 「GREEDY GIRL」 | ゲーム『アイドルマスター ミリオンライブ！』関連曲                                                |
| 2014年   |                                                                                  | | |                                                                                                  |
| 1月29日  | M@STERPIECE                                                                      | 765PRO ALLSTARS | 「M@STERPIECE」 | 劇場アニメ『THE IDOLM@STER MOVIE 輝きの向こう側へ!』テーマソング                                 |
| 1月29日  | M@STERPIECE                                                                      | 765PRO ALLSTARS | 「THE IDOLM@STER（MOVIE VERSION）」 | 劇場アニメ『THE IDOLM@STER MOVIE 輝きの向こう側へ!』挿入歌                                       |
| 4月18日  | ぷちます! かんしゃさい〜すぺしゃるCD〜                                           | 秋月律子（若林直美） | 「WEDDING BELL」 | Webアニメ『ぷちます!! -プチプチ・アイドルマスター-』関連曲                                       |
| 4月18日  | ぷちます! かんしゃさい〜すぺしゃるCD〜                                           | 天海春香（中村繪里子）、四条貴音（原由実）、高槻やよい（仁後真耶子）、秋月律子（若林直美）、星井美希（長谷川明子）、我那覇響（沼倉愛美） | 「ら♪ら♪ら♪わんだぁらんど」 | Webアニメ『ぷちます!! -プチプチ・アイドルマスター-』関連曲                                       |
| 5月28日  | 「ぷちます!! -プチプチ・アイドルマスター-」エンディングテーマ マキシシングル     | 秋月律子（若林直美）、菊地真（平田宏美）、天海春香（中村繪里子）、如月千早（今井麻美） | 「ハロー＊ランチタイム」 | Webアニメ『ぷちます!! -プチプチ・アイドルマスター-』エンディングテーマ                           |
| 6月18日  | ラムネ色 青春                                                                    | 765PRO ALLSTARS | 「ラムネ色 青春」 | 劇場アニメ『THE IDOLM@STER MOVIE 輝きの向こう側へ!』挿入歌                                       |
| 6月25日  | PETIT IDOLM@STER Twelve Campaigns! VOL.3 秋月律子&ちっちゃん+天海春香&はるかさん | 秋月律子（若林直美） | 「Q&A」 「ハロー＊ランチタイム」 | Webアニメ『ぷちます!! -プチプチ・アイドルマスター-』関連曲                                       |
| 7月30日  | THE IDOLM@STER LIVE THE@TER HARMONY 01                                           | レジェンドデイズ | 「合言葉はスタートアップ！」 「Welcome!!」 | ゲーム『アイドルマスター ミリオンライブ！』関連曲                                                |
| 7月30日  | THE IDOLM@STER LIVE THE@TER HARMONY 01                                           | 秋月律子（若林直美） | 「Liar's good bye」 | ゲーム『アイドルマスター ミリオンライブ！』関連曲                                                |
| 8月27日  | THE IDOLM@STER MASTER ARTIST 3 Prologue ONLY MY NOTE                             | 765PRO ALLSTARS | 「ONLY MY NOTE（M@STER VERSION）」 | ゲーム『アイドルマスター ワンフォーオール』関連曲                                                |
| 2015年   |                                                                                  | | |                                                                                                  |
| 6月24日  | THE IDOLM@STER 765PRO LIVE THE@TER COLLECTION Vol.1                              | 765PRO ALLSTARS | 「Welcome!!」 | ゲーム『アイドルマスター ミリオンライブ！』関連曲                                                |
| 7月18日  | THE IDOLM@STER M@STERS OF IDOL WORLD!!2015 M@STERPIECE ＆ 10th DJMIX             | 秋月律子（若林直美） | 「M@STERPIECE」 | テレビアニメ『アイドルマスター』関連曲                                                           |
| 9月30日  | THE IDOLM@STER LIVE THE@TER DREAMERS 01 Dreaming!                                | MILLION ALLSTARS | 「Welcome!!」 | ゲーム『アイドルマスター ミリオンライブ！』関連曲                                                |
| 11月11日 | THE IDOLM@STER MASTER ARTIST 3 13 秋月律子                                       | 秋月律子（若林直美） | 「私だって女の子（M@STER VERSION）」 「愛 LIKE ハンバーガー」 「Diamonds」 「桜色舞うころ」 「Good-Byes（M@STER VERSION）」 「ONLY MY NOTE（M@STER VERSION）」 | ゲーム『アイドルマスター ワンフォーオール』関連曲                                                |
| 11月26日 | ぷよぷよ ヴォーカルトラックス Vol.3                                              | さかな王子（若林直美） | 「Dignity of the Prince 」 | ゲーム『ぷよぷよ』関連曲                                                                         |
| 11月26日 | ぷよぷよ ヴォーカルトラックス Vol.3                                              | どんぐりガエル（若林直美） | 「ケロケロ☆ケケロッケ♪」 | ゲーム『ぷよぷよ』関連曲                                                                         |
| 12月23日 | THE IDOLM@STER LIVE THE@TER DREAMERS 04                                          | 秋月律子（若林直美）、伊吹翼（Machico）、エミリー スチュアート（郁原ゆう）、篠宮可憐（近藤唯）、我那覇響（沼倉愛美）、佐竹美奈子（大関英里）、高山紗代子（駒形友梨）、天空橋朋花（小岩井ことり）、中谷育（原嶋あかり）、水瀬伊織（釘宮理恵）                             | 「Dreaming!」 | ゲーム『アイドルマスター ミリオンライブ！』関連曲                                                |
| 12月23日 | THE IDOLM@STER LIVE THE@TER DREAMERS 04                                          | 秋月律子（若林直美）、篠宮可憐（近藤唯） | 「G♡F」 | ゲーム『アイドルマスター ミリオンライブ！』関連曲                                                |
| 2016年   |                                                                                  | | |                                                                                                  |
| 2月17日  | THE IDOLM@STER MASTER ARTIST 3 FINALE Destiny                                    | 765PRO ALLSTARS | 「Destiny（M@STER VERSION）」 | ゲーム『アイドルマスター ワンフォーオール』関連曲                                                |
| 2月17日  | THE IDOLM@STER MASTER ARTIST 3 FINALE Destiny                                    | 秋月律子（若林直美） | 「Destiny（M@STER VERSION」 | ゲーム『アイドルマスター ワンフォーオール』関連曲                                                |
| 7月20日  | THE IDOLM@STER PLATINUM MASTER 00 Happy!                                         | 天海春香（中村繪里子）、如月千早（今井麻美）、萩原雪歩（浅倉杏美）、水瀬伊織（釘宮理恵）、三浦あずさ（たかはし智秋）、我那覇響（沼倉愛美）、秋月律子（若林直美） | 「Happy!（M@STER VERSION）」 | ゲーム『アイドルマスター プラチナスターズ』関連曲                                                |
| 10月19日 | THE IDOLM@STER PLATINUM MASTER 03 アマテラス                                     | 萩原雪歩（浅倉杏美）、三浦あずさ（たかはし智秋）、四条貴音（原由実）、秋月律子（若林直美） | 「アマテラス（M@STER VERSION）」 | ゲーム『アイドルマスター プラチナスターズ』関連曲                                                |
| 2017年   |                                                                                  | | |                                                                                                  |
| 2月4日   | 蒼の彼方のフォーリズム VOCAL ALBUM2                                              | 青柳窓果（若林直美） | 「マジ☆メインヒロイン」 | テレビアニメ『蒼の彼方のフォーリズム』関連曲                                                     |
| 3月29日  | THE IDOLM@STER PLATINUM MASTER ENCORE 紅白応援V                                  | 765PRO ALLSTARS | 「紅白応援V」 「チェリー -PRODUCER MEETING 2017 MIX-」 「団結2010 -PRODUCER MEETING 2017 MIX-」 | イベント『THE IDOLM@STER PRODUCER MEETING 2017 765PRO ALLSTARS -Fun to the new vision!!-』関連曲 |
| 3月29日  | THE IDOLM@STER PLATINUM MASTER ENCORE 紅白応援V                                  | 秋月律子（若林直美）、水瀬伊織（釘宮理恵） | 「紅白応援V」 | イベント『THE IDOLM@STER PRODUCER MEETING 2017 765PRO ALLSTARS -Fun to the new vision!!-』関連曲 |
| 7月26日  | THE IDOLM@STER MILLION THE@TER GENERATION 01 Brand New Theater!                  | 765 MILLION ALLSTARS | 「Brand New Theater!」 | ゲーム『アイドルマスター ミリオンライブ！ シアターデイズ』テーマソング                           |
| 7月26日  | THE IDOLM@STER MILLION THE@TER GENERATION 01 Brand New Theater!                  | 765 MILLION ALLSTARS | 「Dreaming!」 | ゲーム『アイドルマスター ミリオンライブ！ シアターデイズ』関連曲                                 |
| 8月22日  | THE IDOLM@STER MASTER PRIMAL ROCKIN' RED                                         | 天海春香（中村繪里子）、如月千早（今井麻美）、四条貴音（原由実）、秋月律子（若林直美） | 「BRAVE STAR」 | ゲーム『THE IDOLM@STER』関連曲                                                                   |
| 8月22日  | THE IDOLM@STER MASTER PRIMAL ROCKIN' RED                                         | 四条貴音（原由実）、秋月律子（若林直美） | 「聖炎の女神」 | ゲーム『THE IDOLM@STER』関連曲                                                                   |
| 10月7日  | THE IDOLM@STER 765 MILLIONSTARS HOTCHPOTCH FESTIV@L!! Happy!でSHOW！             | 秋月律子（若林直美） | 「Happy!（M@STER VERSION）」 | ゲーム『アイドルマスター プラチナスターズ』関連曲                                                |
| 11月22日 | THE IDOLM@STER MILLION THE@TER GENERATION 02 フェアリースターズ                  | フェアリースターズ | 「Brand New Theater!」 | ゲーム『アイドルマスター ミリオンライブ! シアターデイズ』関連曲                                  |
| 12月22日 | THE IDOLM@STER STELLA MASTER 00 ToP!!!!!!!!!!!!!                                 | 765PRO ALLSTARS | 「ToP!!!!!!!!!!!!!（M＠STER VERSION）」 | ゲーム『アイドルマスター ステラステージ』関連曲                                                  |
| 2018年   |                                                                                  | | |                                                                                                  |
| 1月6日   | THE IDOLM@STER ニューイヤーライブ!! 初星宴舞 会場オリジナルCD                    | 高槻やよい（仁後真耶子）、秋月律子（若林直美）、三浦あずさ（たかはし智秋）、双海亜美（下田麻美） | 「Good-Byes（M@STER VERSION）」 | ゲーム『アイドルマスター ワンフォーオール』関連曲                                                |
| 1月6日   | THE IDOLM@STER LIVE THE@TER SOLO COLLECTION 05 765PRO ALLSTARS                   | 秋月律子（若林直美） | 「合言葉はスタートアップ！」 | ゲーム『アイドルマスター ミリオンライブ！』関連曲                                                |
| 3月14日  | THE IDOLM@STER STELLA MASTER 02 星彩ステッパー                                   | 高槻やよい（仁後真耶子）、秋月律子（若林直美） | 「恋するTwist＆Shout」 | ゲーム『アイドルマスター ステラステージ』関連曲                                                  |
| 4月4日   | THE IDOLM@STER MILLION LIVE! M@STER SPARKLE 08                                   | 765 MILLION ALLSTARS | 「Brand New Theater!」 | ゲーム『アイドルマスター ミリオンライブ！ シアターデイズ』関連曲                                 |
| 6月13日  | THE IDOLM@STER STELLA MASTER ENCORE shy→shining                                  | 765PRO ALLSTARS | 「shy→shining（M@STER VERSION）」 | ゲーム『アイドルマスター ステラステージ』関連曲                                                  |
| 6月13日  | THE IDOLM@STER STELLA MASTER ENCORE shy→shining                                  | 秋月律子（若林直美） | 「shy→shining（M@STER VERSION）」 | ゲーム『アイドルマスター ステラステージ』関連曲                                                  |
| 8月29日  | THE IDOLM@STER MILLION THE@TER GENERATION 11 UNION!!                             | 765 MILLION ALLSTARS | 「UNION!!」 「Welcome!!」 | ゲーム『アイドルマスター ミリオンライブ！ シアターデイズ』関連曲                                 |
| 2019年   |                                                                                  | | |                                                                                                  |
| 1月9日   | THE IDOLM@STER 初星-mix                                                          | 765PRO ALLSTARS | 「THE IDOLM@STER 初星-mix」 | ライブイベント『THE IDOLM@STER ニューイヤーライブ!! 初星宴舞』関連曲                             |
| 1月30日  | THE IDOLM@STER ニューイヤーライブ!! 初星宴舞 LIVE Blu-ray 絢爛装丁版 特典CD      | 765PRO ALLSTARS | 「THE IDOLM@STER 初星-mix ロングイントロver.」 | ライブイベント『THE IDOLM@STER ニューイヤーライブ!! 初星宴舞』関連曲                             |
| 6月26日  | THE IDOLM@STER MILLION THE@TER GENERATION 18 765PRO ALLSTARS                     | 765PRO ALLSTARS | 「LEADER!!」 「Brand New Theater!」 | ゲーム『アイドルマスター ミリオンライブ！ シアターデイズ』関連曲                                 |
| 7月24日  | THE IDOLM@STER MILLION THE@TER WAVE 01 Flyers!!!                                 | 765 MILLION ALLSTARS | 「Flyers!!!」 | ゲーム『アイドルマスター ミリオンライブ！ シアターデイズ』関連曲                                 |
| 2020年   |                                                                                  | | |                                                                                                  |
| 8月26日  | THE IDOLM@STER MILLION THE@TER WAVE 10 Glow Map                                  | 765 MILLION ALLSTARS | 「Glow Map」 | ゲーム『アイドルマスター ミリオンライブ！ シアターデイズ』関連曲                                 |
| 11月28日 | アニメーション「クドわふたー」オリジナルサウンドトラック                         | 能美クドリャフカ（若林直美） | 「星守歌」 | 劇場アニメ『劇場版 クドわふたー』挿入歌                                                          |
| 11月28日 | アニメーション「クドわふたー」オリジナルサウンドトラック                         | 能美クドリャフカ（若林直美） | 「Over The Summer」 | 劇場アニメ『劇場版 クドわふたー』エンディングテーマ                                              |
| 2021年   |                                                                                  | | |                                                                                                  |
| 2月10日  | THE IDOLM@STER MASTER ARTIST 4 09 秋月律子                                       | 秋月律子（若林直美） | 「灯」 「POP STAR」 「My Sweet Darlin'」 「マジで...!?」 「New Me, Continued」 | 『アイドルマスター』関連曲                                                                       |
| 5月26日  | THE IDOLM@STER MILLION THE@TER WAVE 17 ARMooo                                    | ARMooo | 「フリースタイル・トップアイドル！」 「ウェイ・ダ・アイドル」 | ゲーム『アイドルマスター ミリオンライブ！ シアターデイズ』関連曲                                 |
| 7月28日  | THE IDOLM@STER MILLION THE@TER SEASON Harmony 4 You                              | 765 MILLION ALLSTARS | 「Harmony 4 You」 | ゲーム『アイドルマスター ミリオンライブ！ シアターデイズ』関連曲                                 |
| 7月28日  | THE IDOLM@STER MILLION THE@TER SEASON Harmony 4 You                              | 765PRO ALLSTARS | 「EVERYDAY STARS!!」 | ゲーム『アイドルマスター ミリオンライブ！ シアターデイズ』関連曲                                 |
| 10月6日  | THE IDOLM@STER STARLIT SEASON 00 GR@TITUDE                                       | Project LUMINOUS | 「GR@TITUDE」 | ゲーム『アイドルマスター スターリットシーズン』関連曲                                            |
| 10月6日  | THE IDOLM@STER STARLIT SEASON 00 GR@TITUDE 日本コロムビア盤                      | 765PRO ALLSTARS | 「GR@TITUDE」 | ゲーム『アイドルマスター スターリットシーズン』関連曲                                            |
| 12月1日  | THE IDOLM@STER STARLIT SEASON 01                                                 | Project LUMINOUS | 「THE IDOLM@STER」 | ゲーム『アイドルマスター スターリットシーズン』関連曲                                            |
| 12月1日  | THE IDOLM@STER STARLIT SEASON 01                                                 | 765PRO ALLSTARS、MILLIONSTARS | 「Thank you!」 | ゲーム『アイドルマスター スターリットシーズン』関連曲                                            |
| 12月1日  | THE IDOLM@STER STARLIT SEASON 01                                                 | 765PRO ALLSTARS、シャイニーカラーズ | 「Spread the Wings!!」 | ゲーム『アイドルマスター スターリットシーズン』関連曲                                            |
| 2022年   |                                                                                  | | |                                                                                                  |
| 1月19日  | THE IDOLM@STER STARLIT SEASON 02                                                 | 765PRO ALLSTARS、シャイニーカラーズ | 「READY!!」 | ゲーム『アイドルマスター スターリットシーズン』関連曲                                            |
| 1月19日  | THE IDOLM@STER STARLIT SEASON 02                                                 | 765PRO ALLSTARS、CINDERELLA GIRLS、MILLIONSTARS | 「Brand New Theater!」 | ゲーム『アイドルマスター スターリットシーズン』関連曲                                            |
| 2月23日  | THE IDOLM@STER MILLION THE@TER SEASON CLEVER CLOVER                              | 横山奈緒（渡部優衣）、馬場このみ（高橋ミナミ）、秋月律子（若林直美）、木下ひなた（田村奈央）、大神環（稲川英里） | 「Clover's Cry 〜神と神降ろしの少女〜」 | ゲーム『アイドルマスター ミリオンライブ！ シアターデイズ』関連曲                                 |
| 2月23日  | THE IDOLM@STER MILLION THE@TER SEASON CLEVER CLOVER                              | CLEVER CLOVER | 「Shamrock Vivace」 「Harmony 4 You」 | ゲーム『アイドルマスター ミリオンライブ！ シアターデイズ』関連曲                                 |
| 3月2日   | THE IDOLM@STER STARLIT SEASON 03                                                 | 765PRO ALLSTARS、MILLIONSTARS | 「UNION!!」 | ゲーム『アイドルマスター スターリットシーズン』関連曲                                            |
| 3月2日   | THE IDOLM@STER STARLIT SEASON 03                                                 | 如月千早（今井麻美）、秋月律子（若林直美）、三浦あずさ（たかはし智秋）、四条貴音（原由実）、神崎蘭子（内田真礼）、最上静香（田所あずさ）、白石紬（南早紀）、白瀬咲耶（八巻アンナ）、杜野凛世（丸岡和佳奈）、奥空心白（田中あいみ）                                       | 「アイシテの呪縛〜Je vous aime〜」 | ゲーム『アイドルマスター スターリットシーズン』関連曲                                            |
| 4月13日  | THE IDOLM@STER STARLIT SEASON 04                                                 | 765PRO ALLSTARS | 「IDOL☆HEART」 | ゲーム『アイドルマスター スターリットシーズン』関連曲                                            |
| 4月13日  | THE IDOLM@STER STARLIT SEASON 04                                                 | 如月千早（今井麻美）、秋月律子（若林直美）、三浦あずさ（たかはし智秋）、四条貴音（原由実）、神崎蘭子（内田真礼）、高垣楓（早見沙織）、最上静香（田所あずさ）、白石紬（南早紀）、白瀬咲耶（八巻アンナ）、杜野凛世（丸岡和佳奈）、奥空心白（田中あいみ）、玲音（茅原実里） | 「ダンス・ダンス・ダンス」 | ゲーム『アイドルマスター スターリットシーズン』関連曲                                            |
| 4月13日  | THE IDOLM@STER STARLIT SEASON 04                                                 | Project LUMINOUS、DIAMANT | 「GR＠TITUDE」 | ゲーム『アイドルマスター スターリットシーズン』関連曲                                            |
| 4月13日  | THE IDOLM@STER STARLIT SEASON 04                                                 | 765PRO ALLSTARS、奥空心白（田中あいみ）、亜夜（日高里菜） | 「なんどでも笑おう」 | ゲーム『アイドルマスター スターリットシーズン』関連曲                                            |
| 7月9日   | THE IDOLM@STER LIVE THE@TER SOLO COLLECTION 10 765PRO ALLSTARS                   | 秋月律子（若林直美） | 「G♡F」 | ゲーム『アイドルマスター ミリオンライブ！』関連曲                                                |
| 7月9日   | THE IDOLM@STER 765PRO ALLSTARS LIVE SUNRICH COLORFUL コロムビア会場オリジナルCD  | 秋月律子（若林直美） | 「BRAVE STAR」 | ゲーム『アイドルマスター』関連曲                                                                 |
| 7月27日  | THE IDOLM@STER MILLION THE@TER SEASON 夢にかけるRainbow                          | 765 MILLION ALLSTARS | 「夢にかけるRainbow」 | ゲーム『アイドルマスター ミリオンライブ！ シアターデイズ』関連曲                                 |
| 7月27日  | THE IDOLM@STER MILLION THE@TER SEASON 夢にかけるRainbow                          | フェアリースターズ | 「夢にかけるRainbow」 | ゲーム『アイドルマスター ミリオンライブ！ シアターデイズ』関連曲                                 |
| 11月30日 | THE IDOLM@STER MILLION LIVE! M@STER SPARKLE2 10                                  | 秋月律子（若林直美） | 「Discord Area」 | ゲーム『アイドルマスター ミリオンライブ！ シアターデイズ』関連曲                                 |
| 12月14日 | THE IDOLM@STER MILLION THE@TER VARIETY 02                                        | 765 MILLION ALLSTARS | 「Brand New Theater! 〜Brand New Year Ver.〜」 | ゲーム『アイドルマスター ミリオンライブ！ シアターデイズ』関連曲                                 |
| 2023年   |                                                                                  | | |                                                                                                  |
| 2月11日  | THE IDOLM@STER M@STERS OF IDOL WORLD!!!!! 2023 なんどでも笑おう                  | 765PRO ALLSTARS | 「なんどでも笑おう」 | 「アイドルマスターシリーズ」関連曲                                                               |
| 2月11日  | THE IDOLM@STER M@STERS OF IDOL WORLD!!!!! 2023 なんどでも笑おう                  | 秋月律子（若林直美） | 「なんどでも笑おう」 | 「アイドルマスターシリーズ」関連曲                                                               |
| 2月22日  | THE IDOLM@STER MILLION THE@TER SEASON FINAL                                      | 秋月律子（若林直美）、七尾百合子（伊藤美来）、北上麗花（平山笑美）、島原エレナ（角元明日香）、馬場このみ（高橋ミナミ） | 「Supersonic Booster!」 | ゲーム『アイドルマスター ミリオンライブ！ シアターデイズ』関連曲                                 |
| 3月23日  | THE IDOLM@STER 765 MILLION ALLSTARS BEST                                         | 765 MILLION ALLSTARS | 「Thank You!（765 MILLION ALLSTARS ver.）」 「夢にかけるRainbow（Brand New Ver.）」 「Crossing!」 | ゲーム『アイドルマスター ミリオンライブ！ シアターデイズ』関連曲                                 |
| 7月26日  | THE IDOLM@STER 765PRO LIVE THE@TER COLLECTION Vol.2                              | 765PRO ALLSTARS | 「Dreaming!」 「UNION!!」 「Flyers!!!」 「Glow Map」 「Harmony 4 You」 「夢にかけるRainbow」 | ゲーム『アイドルマスター ミリオンライブ！ シアターデイズ』関連曲                                 |
| 7月26日  | THE IDOLM@STER MILLION LIVE! グッドサイン                                        | 765 MILLION ALLSTARS | 「グッドサイン」 | ゲーム『アイドルマスター ミリオンライブ！ シアターデイズ』関連曲                                 |
| 7月26日  | THE IDOLM@STER MILLION LIVE! グッドサイン                                        | 765PRO ALLSTARS | 「グッドサイン」 | ゲーム『アイドルマスター ミリオンライブ！ シアターデイズ』関連曲                                 |
| 2024年   |                                                                                  | | |                                                                                                  |
| 6月26日  | THE IDOLM@STER MILLION MOVEMENT OF ASTROLOGIA 01 SunRiser                        | 双海亜美（下田麻美）、秋月律子（若林直美）、星井美希（長谷川明子）、高槻やよい（仁後真耶子）、双海真美（下田麻美） | 「SunRiser」 | ゲーム『アイドルマスター ミリオンライブ！ シアターデイズ』関連曲                                 |
| 7⽉31⽇  | THE IDOLM@STER MILLION LIVE! 7Days A Week!!                                      | 765 MILLION ALLSTARS | 「7Days A Week!!」 「DIAMOND DAYS」 | ゲーム『アイドルマスター ミリオンライブ！ シアターデイズ』関連曲                                 |
| 7⽉31⽇  | THE IDOLM@STER LIVE THE@TER SOLO COLLECTION 「DIAMOND DAYS」 765PRO ALLSTARS     | 秋月律子（若林直美） | 「DIAMOND DAYS」 | ゲーム『アイドルマスター ミリオンライブ！ シアターデイズ』関連曲                                 |

### その他参加楽曲
| 発売日         | 商品名                                 | 歌                               | 楽曲                                  | 備考                                 |
| -------------- | -------------------------------------- | -------------------------------- | ------------------------------------- | ------------------------------------ |
| 2008年6月4日   | THE IDOLM@STER RADIO COLORFUL MEMORIES | たかはし智秋、今井麻美、若林直美 | 「君にありがとう」                    | ラジオ『THE IDOLM@STER RADIO』関連曲 |
| 2008年11月19日 | 音♪劇場 MEMORIAL SONGS                 | 若林直美                         | 「アプリコットティー」                |                                      |
| 2008年11月19日 | 音♪劇場 MEMORIAL SONGS                 | 永井真衣、若林直美               | 「ハテナる」 「Bye-Bye」 「光の意味」 |                                      |
| 2009年3月25日  | THE IDOLM@STER RADIO 歌道場            | たかはし智秋、今井麻美、若林直美 | 「丸の内サディスティック」            | ラジオ『THE IDOLM@STER RADIO』関連曲 |

## ライブ・イベント
2005年
- アイドルマスター6/9（2月19日）

2006年
- アイドルマスターシークレットライブ（1月21日）
- THE IDOLM@STER 1st ANNIVERSARY LIVE（7月23日）
- 音♪劇場〜A Sus4〜（11月）

2007年
- THE IDOLM@STER ALL STAR LIVE 2007（4月1日）
- 音♪劇場〜B Majadd9th〜（5月）
- Go to the NEXTSTAGE!! THE IDOLM@STER GREAT PARTY @TOKYO（10月28日）
- Go to the NEXTSTAGE!! THE IDOLM@STER GREAT PARTY @TOKYO+（11月4日）

2008年
- 音♪劇場〜C〜（3月）
- Go to the NEW STAGE! THE IDOLM@STER 3rd ANNIVERSARY LIVE（7月27日）
- 音♪劇場メモリアルライブ（11月）

2009年
- THE IDOLM@STER 4th ANNIVERSARY PARTY SPECIAL DREAM TOUR'S!! 福岡公演（5月24日）
- THE IDOLM@STER 4th ANNIVERSARY PARTY SPECIAL DREAM TOUR'S!! 東京公演（5月30日）
- THE IDOLM@STER 2009 H@ppy Christm@s P@rty!!（12月23日）

2010年
- THE IDOLM@STER 5th ANNIVERSARY The world is all one !!（7月3日、4日）
- THE IDOLM@STER 2 765プロダクション2010年度 決起集会（9月18日）

2011年
- THE IDOLM@STER 2 765pro H@PPINESS NEW YE@R P@RTY !! 2011（1月10日）
- THE IDOLM@STER 6th ANNIVERSARY SMILE SUMMER FESTIV@L! 東京公演（6月25日）
- THE IDOLM@STER 6th ANNIVERSARY SMILE SUMMER FESTIV@L! 札幌公演（7月2日）
- THE IDOLM@STER 6th ANNIVERSARY SMILE SUMMER FESTIV@L! 名古屋公演（7月9日）
- THE IDOLM@STER 6th ANNIVERSARY SMILE SUMMER FESTIV@L! 大阪公演（7月23日）
- THE IDOLM@STER TGS SPECIAL EVENT 03 アイドル×アイドル!!（9月18日）
- とっとりアニカルまつり2011（9月）

2012年
- ぷよぷよフェスタ2012（2月5日）
- 池澤春菜〜Spring LIVE! 2012〜（夜の部）（4月8日）
- THE IDOLM@STER 7th ANNIVERSARY 765PRO ALLSTARS　みんなといっしょに！（6月23日・24日）
- THE IDOLM@STER SHINY FESTA前夜祭 in TGS2012〜新曲たっぷり聴かせちゃいますスペシャル♪〜（9月22日）
- リトルバスターズ！〜ミッションスタート〜（9月28日）
- 年末スペシャルイベント！『ぷちます！』先行上映会＆トークイベント（12月31日）

2013年
- リスアニ！LIVE-3（1月26日）
- THE IDOLM@STER MUSIC FESTIV@L OF WINTER!!（2月10日）
- 「ぷちます!」トーク＆ライブイベント（5月19日）
- THE IDOLM@STER 8th ANNIVERSARY HOP!STEP!!FESTIV@L!!!大阪公演（7月20・21日）
- THE IDOLM@STER 8th ANNIVERSARY HOP!STEP!!FESTIV@L!!!横浜公演（8月4日）
- THE IDOLM@STER 8th ANNIVERSARY HOP!STEP!!FESTIV@L!!!幕張公演（9月21・22日）
- 萌酒サミット×SAKE祭り（9月29日）
- 高知×鳥取 まんが王国会議 in AKIBA（10月14日）

## 書籍
- ダブルクロス・リプレイ・デザイアシリーズ（プレイヤー：大門寺朱香）
- ダブルクロス・リプレイ・ナイツシリーズ（プレイヤー：強羅瑠璃）
- インターネットラジオステーション＜音泉＞×Animage -10th Anniversary Memorial Photo & Media Book-（2014年12月29日）